# Іда Австрійська
Іда Австрійська (Іта, en. Ida von Ratelberg, близько 1055–1101) або Іда Форнбах-Рательнбергська — маркграфиня-консорт Австрії, дружина маркграфа Австрії Леопольда II. Імовірно дочка Рапота IV, графа Шам з Пассау і Матильди Кастл або Тьємо II, графа Форнбах.

## Біографія
Після смерті чоловіка красуня-маркграфиня і багатодітна мати, яка мала прекрасне здоров'я і фізичну підготовку, вступила в третю армію хрестоносців у 1101, що прямувала в Палестину через Німеччину, Балкани і Константинополь. В неї входили південнофранцузькі і південнонімецькі лицарі під керівництвом герцога Гильйома IX Аквітанського, Гуго Великого, графа де Вермандуа (1101), герцога Вельфа IV Баварського (1102) та архієпископа Тьємо Зальцбурзького.
У Болгарії їм відмовили в проході через Адріанополь. Ця армія не була дисциплінованою, була обтяжена небоєздатними паломниками і налічувала від шістдесяти до півтораста тисяч чоловік. Вони зробили важкий перехід по Малій Азії, від голоду і спраги втратили багато людей.
При Гераклеї (Іраклії) на початку вересня 1101 вони потрапили в засідку  султана Рума Килич-Арслана I (1107), були оточені і розбиті. Тільки Гільйом Аквітанський, Вельф Баварський і шість чоловік зранені, виснажені, в лахмітті досягли Антіохії.
Іда Австрійська мабуть була вбита в цій сутичці, або потрапила в полон і була відправлена в Хорасан. Згідно пізньої легенди, вона жила в гаремі.

## Родина
Чоловік (з 1065) — Леопольд II Гарний (1050–1095), маркграф Австрійський з династії Бабенбергів
Діти:
- Єлизавета — чоловік з 1090/1100 р. Отокар II, маркграф Штирійський
- Юдиф.
- Іда — чоловік Люпольд, маркграф Моравії.
- Герберга — чоловік Борживій II, герцог Богемії.
- Леопольд III (1080–1136) — з 1095 р. маркграф Австрії. 1-ша дружина (до 1105) донька Вальгуна Пергського; 2-га дружина з 1106 р. Агнеса Вайблінгенська (1072–1143), вдова Фрідріха I Гогенштауфена, герцога Швабії та дочка імператора Генріха IV від 1-ї дружини Берти Савойської. Мали вісімнадцять дітей.
- Софія — 1-й чоловік як Генріх II (1122), герцог Каринтії; 2-й чоловік з 1128 р. Зігхард XI, граф Бургхаузен.
- Євфімія — чоловік Конрад фон Тенлінг, граф Пейлштейн.